# Сиухино (Кировская область)
 Сиухино — деревня в Кировской области. Входит в состав муниципального образования «Город Киров»

## География
Расположена на расстоянии примерно 8 км по прямой на запад от железнодорожного вокзала станции Киров.

## История
Известна с 1671 года как деревня Окуловская с 1 двором, в 1764 35 жителей. В 1873 году здесь (деревня Акуловская 1-я или Сиухины, Даниловцы) дворов 15 и жителей 121, в 1905 (Окуловская 4-я или Нагоряна) 4 и 50, в 1926 (Сиухины или Нагоряне, Окуловская 1-я) 9 и 44, в 1950 (Сивухины) 27 и 103, в 1989 4 постоянных  жителя. Административно подчиняется Ленинскому району города Киров.

## Население
Постоянное население составляло 7 человек (русские 100%) в 2002 году, 33 в 2010.